# Amanda Dowdy
Amanda Dowdy (* 5. Mai 1990 in Lexington (Texas); jetzt Amanda Lawson) ist eine US-amerikanische Beachvolleyball- und Volleyballspielerin.

## Karriere Halle
Dowdy begann ihre Karriere als Schülerin der Lexington High School. Von 2008 bis 2011 spielte sie im Team der Texas Tech University. Als Angelina Grün den deutschen Bundesligisten Alemannia Aachen nach einigen Monaten verließ, verpflichtete der Verein im Dezember 2011 die Außenangreiferin. Zum Saisonende verließ Dowdy die Aachenerinnen wieder und spielte 2012 und 2013 bei zwei Vereinen in Puerto Rico.

## Karriere Beach
Von 2013 bis 2020 spielte Dowdy national und international mit verschiedenen Partnerinnen Beachvolleyball.